# Magnolia ernestii
Magnolia ernestii este o specie de plante din genul Magnolia, familia Magnoliaceae, descrisă de Richard B. Figlar. A fost clasificată de IUCN ca specie în pericol.

## Subspecii
Această specie cuprinde următoarele subspecii:
- M. e. ernestii
- M. e. szechuanica